# ماغار (شهر)
ماغار (بالبنجابية:ਮੱਘਰ) هو الشهر التاسع حسب التقويم السيخي، ويتزامن ما بين 14 نوفمبر و 13 ديسمبر من التقويم الغريغوري ومكون من 30 يوم.

## مناسبات الشهر
- 1 ماغار: الذكرى السنوية للغورو ناناك.